# Shirley MacLaine
Shirley MacLaine (născută Shirley MacLean Beaty; n. 24 aprilie 1934, Richmond, Virginia, SUA) este o actriță americană de film, sora mai mare a lui Warren Beatty.

## Viața timpurie și educația
Shirley MacLean Beaty s-a născut pe 24 aprilie 1934, în Richmond, Virginia . Tatăl ei, Ira Owens Beaty, a fost profesor de psihologie, administrator de școală publică și agent imobiliar. Mama ei, Kathlyn Corinne (născută MacLean), a fost profesoară de teatru din Wolfville, Nova Scotia. 
Mama ei a decis să o înscrie la cursuri de balet la Școala de Balet din Washington la vârsta de trei ani. MacLaine a urmat liceul Washington-Lee din Arlington, Virginia, unde a făcut parte din echipa de majorete și a jucat în producții teatrale școlare.
Pe când MacLaine era încă un copil, Ira Beaty s-a mutat cu familia din Richmond în Norfolk , apoi în Arlington , apoi în Waverly și apoi înapoi în Arlington, unde a lucrat la Liceul Thomas Jefferson Junior High School din Arlington, în 1945. MacLaine a jucat baseball într-o echipă de băieți, deținând recordul pentru cele mai multe home run-uri, ceea ce i-a adus porecla „Powerhouse”. 
A fost de multe ori nominalizată la Premiile Oscar (câștigat în 1984 pentru filmul Vorbe de alint - Terms of Endearment), la Premiile BAFTA și la Premiul Globul de Aur, a reușit să dobândească ultimul trofeu în 1961 și 1963, pentru rolurile interpretate în Apartamentul și Irma cea dulce.

## Filmografie

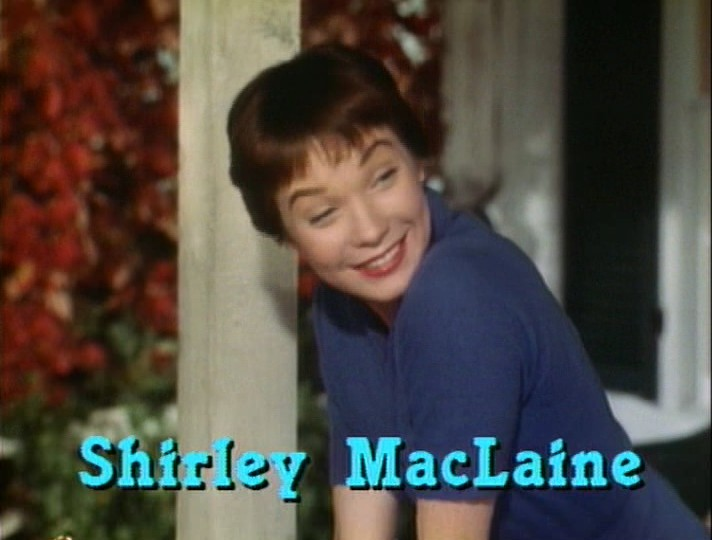
Shirley MacLaine în The Trouble with Harry (1955)

| An   | Titlu                                                         | Rol                                                       | Note |
| ---- | ------------------------------------------------------------- | --------------------------------------------------------- | --- |
| 1955 | The Trouble with Harry                                        | Jennifer Rogers                                           | Golden Globe Award for New Star of the Year – Actress Nominalizare – BAFTA Award for Best Foreign Actress |
| 1955 | Artists and Models                                            | Bessie Sparrowbrush                                       | |
| 1956 | Around the World in 80 Days (Ocolul Pământului în 80 de zile) | Prințesa Aouda                                            | |
| 1958 | Some Came Running                                             | Ginnie Moorehead                                          | Nominalizare – Academy Award for Best Actress Nominalizare – Golden Globe Award for Best Actress – Motion Picture Drama |
| 1958 | The Sheepman                                                  | Dell Payton                                               | |
| 1958 | Hot Spell                                                     | Virginia Duval                                            | |
| 1958 | The Matchmaker                                                | Irene Molloy                                              | |
| 1959 | Ask Any Girl                                                  | Meg Wheeler                                               | BAFTA Award for Best Foreign Actress Silver Bear for Best Actress – Berlin International Film Festival Nominalizare – Golden Globe Award for Best Actress – Motion Picture Musical or Comedy |
| 1959 | Career                                                        | Sharon Kensington                                         | |
| 1960 | Ocean's 11                                                    | Tipsy woman                                               | uncredited cameo |
| 1960 | Can-Can                                                       | Simone Pistache                                           | |
| 1960 | The Apartment                                                 | Fran Kubelik                                              | BAFTA Award for Best Foreign Actress Golden Globe Award for Best Actress – Motion Picture Musical or Comedy Volpi Cup – Venice International Film Festival Nominalizare – Academy Award for Best Actress |
| 1961 | The Children's Hour                                           | Martha Dobie                                              | Nominalizare – Golden Globe Award for Best Actress – Motion Picture Drama |
| 1961 | All in a Night's Work                                         | Katie Robbins                                             | |
| 1961 | Two Loves                                                     | Anna Vorontosov                                           | |
| 1962 | Two for the Seesaw                                            | Gittel Mosca                                              | |
| 1962 | My Geisha                                                     | Lucy Dell/Yoko Mori                                       | |
| 1963 | Irma la Douce                                                 | Irma la Douce                                             | Golden Globe Award for Best Actress – Motion Picture Musical or Comedy Nominalizare – Academy Award for Best Actress Nominalizare – BAFTA Award for Best Foreign Actress |
| 1964 | The Yellow Rolls-Royce                                        | Mae Jenkins                                               | |
| 1964 | What a Way to Go!                                             | Louisa May Foster                                         | Nominalizare – BAFTA Award for Best Foreign Actress |
| 1965 | John Goldfarb, Please Come Home                               | Jenny Erichson                                            | |
| 1966 | Gambit                                                        | Nicole Chang                                              | Nominalizare – Golden Globe Award for Best Actress – Motion Picture Musical or Comedy |
| 1967 | Woman Times Seven                                             | Paulette/Maria Teresa/Linda/Edith/ Eve Minou/Marie/Jeanne | Nominalizare – Golden Globe Award for Best Actress – Motion Picture Musical or Comedy |
| 1968 | The Bliss of Mrs. Blossom                                     | Harriet Blossom                                           | |
| 1969 | Sweet Charity                                                 | Charity Hope Valentine                                    | Nominalizare – Golden Globe Award for Best Actress – Motion Picture Musical or Comedy |
| 1970 | Two Mules for Sister Sara                                     | Sara                                                      | |
| 1971 | Desperate Characters                                          | Sophie Bentwood                                           | Silver Bear for Best Actress – Berlin International Film Festival |
| 1972 | The Possession of Joel Delaney                                | Norah Benson                                              | |
| 1975 | The Other Half of the Sky: A China Memoir                     | Rolul ei                                                  | Documentary; writer, co-director, producer Nominalizare – Academy Award for Best Feature Documentary |
| 1977 | The Turning Point                                             | Deedee Rodgers                                            | Nominalizare – Academy Award for Best Actress |
| 1979 | Un grădinar face carieră                                      | Eve Rand                                                  | Nominalizare – BAFTA Award for Best Actress in a Leading Role Nominalizare – Golden Globe Award for Best Actress – Motion Picture Musical or Comedy |
| 1980 | A Change of Seasons                                           | Karyn Evans                                               | |
| 1980 | Loving Couples                                                | Evelyn                                                    | |
| 1983 | Terms of Endearment                                           | Aurora Greenway                                           | Academy Award for Best Actress David di Donatello for Best Foreign Actress Golden Globe Award for Best Actress – Motion Picture Drama Los Angeles Film Critics Association Award for Best Actress National Board of Review Award for Best Actress New York Film Critics Circle Award for Best Actress Nominalizare – BAFTA Award for Best Actress in a Leading Role |
| 1984 | Cannonball Run II                                             | Veronica                                                  | |
| 1987 | Out on a Limb                                                 | Rolul ei                                                  | Nominalizare – Golden Globe Award for Best Actress – Miniseries or Television Film |
| 1988 | Madame Sousatzka                                              | Madame Yuvline Sousatzka                                  | Golden Globe Award for Best Actress – Motion Picture Drama (tied with Jodie Foster and Sigourney Weaver) Volpi Cup – Venice International Film Festival |
| 1989 | Steel Magnolias                                               | Louisa "Ouiser" Boudreaux                                 | Nominalizare – American Comedy Award for Funniest Supporting Actress in a Motion Picture Nominalizare – BAFTA Award for Best Actress in a Supporting Role Nominalizare – Chicago Film Critics Association Award for Best Supporting Actress |
| 1990 | Postcards from the Edge                                       | Doris Mann                                                | Nominalizare – BAFTA Award for Best Actress in a Leading Role Nominalizare – Golden Globe Award for Best Supporting Actress – Motion Picture |
| 1990 | Waiting for the Light                                         | Aunt Zena                                                 | |
| 1991 | Defending Your Life                                           | "Past Lives Pavilion" host                                | |
| 1992 | Used People                                                   | Pearl Berman                                              | Nominalizare – Golden Globe Award for Best Actress – Motion Picture Musical or Comedy |
| 1993 | Wrestling Ernest Hemingway                                    | Helen Cooney                                              | |
| 1994 | Guarding Tess                                                 | Tess Carlisle                                             | Nominalizare – Golden Globe Award for Best Actress – Motion Picture Musical or Comedy |
| 1995 | The West Side Waltz                                           | Margaret Mary Elderdice                                   | |
| 1996 | The Evening Star                                              | Aurora Greenway                                           | |
| 1996 | Mrs. Winterbourne                                             | Grace Winterbourne                                        | Nominalizare – Satellite Award for Best Actress – Motion Picture Musical or Comedy |
| 1997 | A Smile Like Yours                                            | Martha                                                    | uncredited |
| 2000 | The Dress Code                                                | Helen                                                     | Also director |
| 2001 | These Old Broads                                              | Kate Westbourne                                           | |
| 2002 | Salem Witch Trials                                            | Rebecca Nurse                                             | |
| 2002 | Hell on Heels: The Battle of Mary Kay                         | Mary Kay                                                  | Nominalizare – Golden Globe Award for Best Actress – Miniseries or Television Film |
| 2003 | Carolina                                                      | Grandma Millicent Mirabeau                                | |
| 2005 | Rumor Has It…                                                 | Katharine Richelieu                                       | |
| 2005 | Bewitched                                                     | Iris Smythson/Endora                                      | |
| 2005 | In Her Shoes                                                  | Ella Hirsch                                               | Nominalizare – Golden Globe Award for Best Supporting Actress – Motion Picture Nominalizare – Satellite Award for Best Supporting Actress – Motion Picture |
| 2007 | Closing the Ring                                              | Ethel Ann                                                 | |
| 2008 | Coco Chanel                                                   | Coco Chanel                                               | Nominalizare – Primetime Emmy Award for Outstanding Lead Actress – Miniseries or a Movie Nominalizare – Golden Globe Award for Best Actress – Miniseries or Television Film Nominalizare – Screen Actors Guild Award for Outstanding Performance by a Female Actor in a Miniseries or Television Movie                                                              |
| 2008 | Anne of Green Gables: A New Beginning                         | Amelia Thomas                                             | |
| 2010 | Valentine's Day                                               | Estelle Paddington                                        | |
| 2011 | Bernie                                                        | Marjorie Nugent                                           | |
| 2013 | The Secret Life of Walter Mitty                               | Edna Mitty                                                | |
| 2014 | Elsa & Fred                                                   | Elsa Hayes                                                | |
| 2016 | Wild Oats                                                     | Eva                                                       | |

2017 " Last Word" 
|Harriet Lauler
|